# Magda Jóna
Erzsébet Jóna Magdolna kallad Magda Jóna, född i Újpest  14 augusti 1934, död 15 april 1993,, var en ungersk handbollsspelare som blev världsmästare med Ungern 1965.

## Klubblagskarriär

### Friidrott och utomhushandboll
Vid 15 års ålder började hon med friidrott i den tidigare Phöbus SE, en klubb anknuten till dåvarande Phöbus Electric Companies Co, idag Újpest Power Plant. Hon var mest framgångsrik i sprintlöpning 1949, men utmärkte sig också i spjutkastning. Förutom friidrott spelade hon också utomhushandboll på stora banor i Újpest Wool Weaving Factory. Hon spelade då som målvakt. Hon blev uttagen av Lajos Nádasdi, tränare för damungdomslaget. Det var främst hennes långa utkast på planen som var orsaken, han tränade sedan upp hennes skotteknik. Klubben kallades då Budavidék-Újpesti Postógyár, oftast förkortat till bara Budavidék.

### Inomhushandboll
I slutet av 1950-talet började det nybildade damlaget spela mästerskap i inomhushandboll under namnet Újpesti Wool. Redan 1952 spelade de i Budapest Division I, och sedan i det första nationella mästerskapet 1957 på högsta nivå i Ungerska ligan I. De slutade 7:a 1957 och på 10:e plats 1958 och släppte in flest mål i ligan båda gångerna, men gjorde också många mål. 150 mål 1958 var flest i det årets liga. Magda Jóna, som var en lång kraftfull teknisk spelare och god målskytt, bidrog väsentligt till målskörden.
Inför säsongen 1959 värvades hon av Győri Vasas ETO. Klubben vann mästerskapet, och Magda Jóna blev skyttedrottning med 102 mål, den som kom på andra plats gjorde 50 mål och på tredje plats 47 mål. Totalt gjorde klubben 225 mål i ligan. 1960 var hon återigen skyttedrottning, men klubben fick nöja sig med en andra plats. Magda Jona återvände sedan till Újpest för att hjälpa sin moderklubb, som hade degraderats till andradivisionen att återvända till toppdivisionen. Detta uppnåddes inte på två år.
Till följande säsong 1963 skrev hon på för stjärnlaget Spartacus SC i Budapest som vunnit titlarna sedan 1960. Här, under ledning av tränaren Pál Nádori, ökade hon sin samling av mästerskapsmedaljer och skytteligatitlar. Hon vann ungerska cupen 1963, vann skytteligan i ungerska ligan totalt fyra gånger: 1959, 1960, 1963, 1964. Hon spelade finalen i EHF Champions League 1965 och var semifinalist 1964 och 1966.
På klubblagsnivå vann hon ungerska mästerskapet fem gånger: 1959, 1963, 1964, 1965, och 1967. Hon spelade final i EHF Champions League 1965, men förlorade matchen mot HG København. Och i slutet av ligasäsongen 1967 slutade hon spela för Budapest Spartacus. Efter det tränade hon klubbens pojklag och spelade några matcher på lägre nivå.

## Landslagskarriär
Magda Jóna blev uttagen till det ungerska handbollslandslaget inomhus en första gång 1956 och spelade sedan för Ungern damlandslag i handboll officiellt 44 gånger mellan 1956 och 1966. Under sin karriär deltog hon i de tre första dam VM-turneringarna med landslagstränaren Török Bodog. Hon kom på silverplats 1957, och femma 1962 och hon blev mästare vid Världsmästerskapet i handboll för damer1965. Hon gjorde 204 mål på 81 landskamper inofficiellt enligt ungerska wikipedia, men av dessa är bara 44 landskamper officiellt erkända landskamper av det ungerska handbollsförbundet. Statistiken är oklar. Magda Jóna spelade en match utomhus 1955. Hon tillhörde världslaget vid VM 1957. I april 1967 slutade hon att spela för landslaget.
Magda Jóna är begravd på på Megyerigatans kyrkogård i Budapest.

## Meriter med klubblag
- Nemzeti bajnokság (Ungerska ligan)
  - 5 : 1959, 1963, 1964, 1965 och 1967
- Magyar Kupa (Ungerska cupen)
  - : 1963.
- EHF Champions league
  - : 1964–65